# Linia kolejowa Tábor – Bechyně

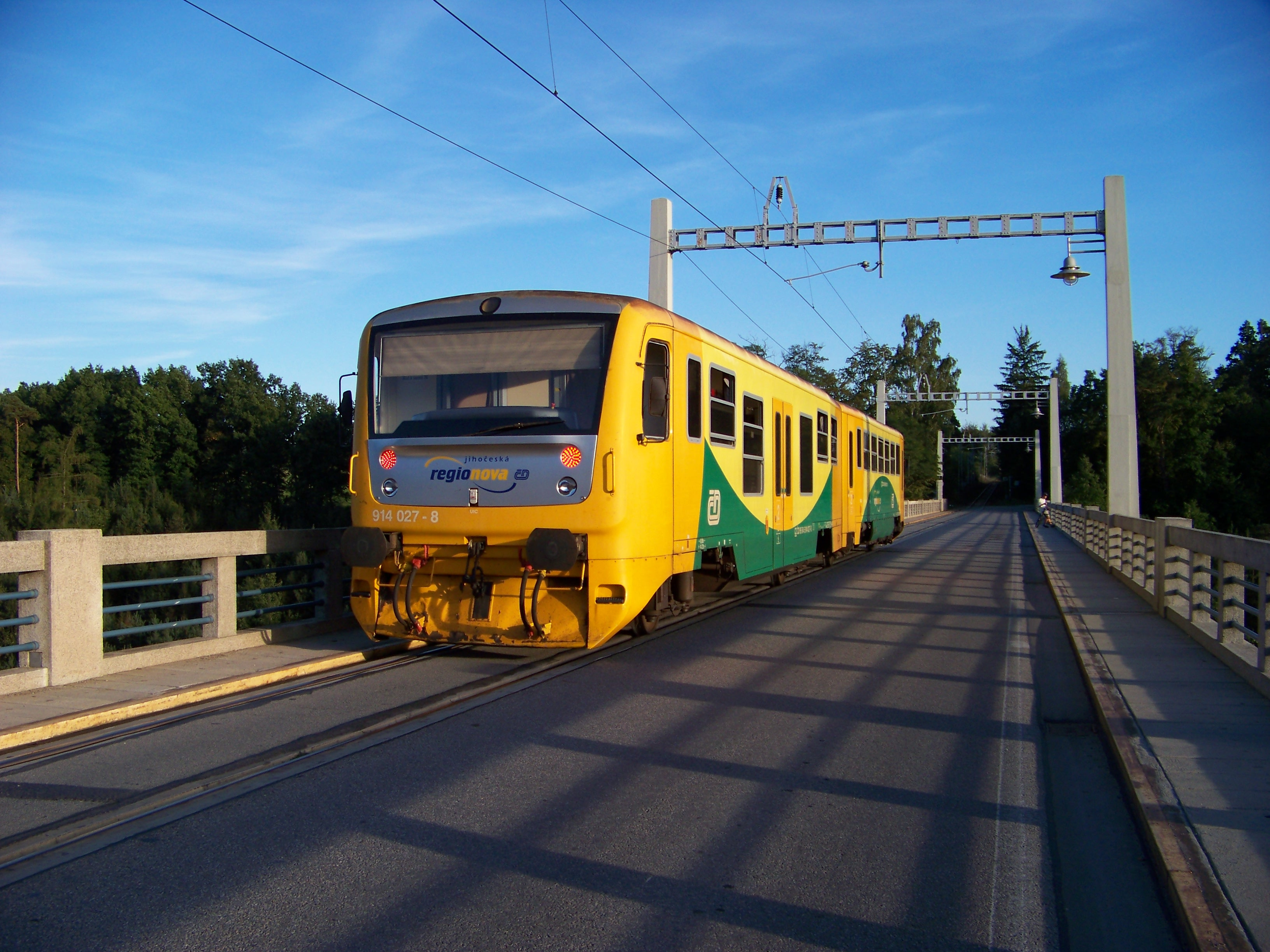
most drogowo-kolejowy w miasteczku Bechyně

Linia kolejowa Tábor – Bechyně, „Bechyňka” − otwarta w 1897 roku linia kolejowa łącząca stacje Tábor i Bechyně, najstarsza zelektryfikowana trasa w Czechach.
Charakterystycznym obiektem na linii jest otwarty 10 października 1928 roku most drogowo-kolejowy w miasteczku Bechyně, na którym szyny ułożone są w asfalcie. Most zwany jest „Bechyńską Tęczą”.